# مؤسسة حمد الطبية
مؤسسة حمد الطبية هي المزود الرئيسي لخدمات الرعاية الطارئة والمتخصصة في قطر وأحد أبرز نظام مستشفيات في الشرق الأوسط. وتكرس المؤسسة جهودها منذ أكثر من ثلاثة عقود من الزمن في سبيل توفير أفضل رعاية آمنة وحانية وفعالة لكافة المرضى. تدير المؤسسة ثمانية مستشفيات، منها خمسة مستشفيات تخصصية، وثلاثة مستشفيات عامة. كما تدير خدمات الإسعاف وخدمات الرعاية الصحية المنزلية. في يناير 2016، حققت مؤسسة حمد الطبية إنجازًا لافتًا حين أصبحت أول نظام صحي في العالم يحصل على اعتماد اللجنة الدولية المشتركة لجميع مستشفياته في إطار برنامج اعتماد المراكز الطبية الأكاديمية. كما نالت كل من خدمة الإسعاف الوطني وخدمات الرعاية المنزلية وخدمات مرضى السكتة الدماغية هذا الاعتماد المرموق منذ العام 2011.
وحرصاً منها على تلبية الطلب المتزايد على خدمات الرعاية الصحية الناتج عن النمو السكاني السريع، أعلنت مؤسسة حمد الطبية عن برنامج توسعي طموح لزيادة طاقتها الاستيعابية على امتداد شبكة مرافقتها بحلول العام 2030. وتتضمن هذه الخطة التوسعية إنشاء أربعة مستشفيات جديدة في مدينة حمد بن خليفة الطبية.
وتواصل مؤسسة حمد الطبية تقدمها في مسيرة التطور لتصبح أول نظام صحي أكاديمي في المنطقة يجمع بين البحوث المبتكرة والتعليم عال المستوى والرعاية الطبية المتميزة، وهي ملتزمة ببناء إرث غني من الخبرات في مجال الرعاية الصحية بدولة قطر. وتتعاون المؤسسة مع عدة شركاء على أعلى المستويات داخل دولة قطر وخارجها، مثل كلية طب وايل كورنيل في قطر، ومعهد تطوير الرعاية الصحية الأمريكي، ومؤسسة «بارتنرز هيلثكير» الأمريكية، في بوسطن.
وتعد مؤسسة حمد الطبية أول منظومة مستشفيات في الشرق الأوسط تحصل على الاعتماد المؤسسي من المجلس الأمريكي للتعليم الطبي العالي (ACGME-I)، والذي يعكس تميز المؤسسة في طريقة تدريب خريجي كليات الطب من خلال برامج تدريب أطباء الامتياز وبرامج الأطباء المقيمين وبرامج الزمالة.

## وصلات خارجية
- الموقع الرسمي
- مؤسسة حمد الطبية